# Днистрянский, Станислав Северинович
Станислав Северинович Днистрянский (укр. Станіслав Северинович Дністрянський; 13 ноября 1870, Тернополь, Королевство Галиции и Лодомерии, Австро-Венгрия — 5 мая 1935, Ужгород, Чехословакия) — украинский учёный-правовед, общественный деятель, педагог. Доктор права (1894), академик ВУАН (1927).
Основоположник украинского правоведения. Конституционалист. Один из первых украинских политологов.

## Биография
Родился в семье директора учительской семинарии. В 1888 году с отличием окончил гимназию. Поступил на юридический факультет Венского университета, позже продолжил образование в Лейпцигском и Берлинском университетах в Германии.
С 1898 по 1918 год преподавал во Львовском университете, был доцентом, впоследствии — эскстраординарным и полным профессором австрийского гражданского права. Лекции читал на украинском языке. Одновременно возглавлял юридическо-статистическую комиссию Научного общества имени Т. Шевченко, участвовал в издании «Правовой библиотеки» (1900—1909).
С 1901 года — редактор журнала «Часопис правничий і економічний» («Юридический и экономический журнал»), на страницах которого опубликовал ряд статей на юридические темы, автор рецензий по вопросам правоведения в украинской, польской и немецкой прессе.
В 1927 году был заочно избран действительным членом Всеукраинской академии наук (ВУАН) по кафедре гражданского права и политики.
В 1933 году переселился в Ужгород, где и умер от сердечного приступа после одной из публичных лекций.

## Политическая деятельность
В 1907—1918 гг. — посол (депутат) австрийского парламента от Украинской национально-демократической партии. Входил в состав Украинского парламентского представительства, возглавлял с июня 1917 года парламентскую подкомиссию по вопросам реформы гражданского права.
После образования Западно-Украинской Народной Республики был избран членом Украинского Народного Совета (Рады), законодательного органа ЗУНР.
Разработал проект Устройства Галицкого государства (1918) и проект Конституции Западно-Украинской Народной Республики (1920), заложил основы украинской политологии.
С 1919 года жил в эмиграции. Был соучредителем Украинского свободного университета в Вене, позже — в Праге. Первый декан факультета права и политических наук (1921), ректор (1921—1922) и проректор (1923, 1933—1935) этого университета.
Одновременно в 1929—1933 гг. читал лекции в Немецком университете в Праге (ныне Карлов университет) и пражской Свободной школе политических наук (1928—1930), сотрудничал с Украинской хозяйственной академией в Подебрадах и Украинским научным институтом в Берлине.

## Научная деятельность
С. Днистрянский — автор трудов и учебников по частному, конституционному и обычного праву.
В 1901—1913 гг. опубликовал на трёх языках (украинском, польском и немецком) более 12 новаторских правовых работ, в частности:
- «Реформа избирательного права в Австрии»,
- «Обычное право и социальные связи» (1902),
- «О природе обычного права», (1904),
- «Природные принципы права» (1911),
- «Генезис и основы права» (1923),
- «Взгляды на теорию права и государства» (1925),
- «Новое государство. Инаугурационное изложение ректора УСУ (Украинского свободного университета)»,
- «Социальные формы права» (обе — 1927) и другие.

Инициатор создания Общества русинских юристов в 1909 году. Один из основателей, а затем и председатель Украинского юридического общества в Чехословакии, организатор первого съезда украинских юристов во Львове в 1914 году, съездов в Праге в 1926 и 1933 годах.
Поддерживал идеи социальной обусловленности правовых институтов и приоритета нации над государством. Создал собственную концепцию государства и права, изложенную в многотомном (незавершенном из-за смерти) труде «Общая наука права и политики» (т. 1, 1923) и в работах: «Человек и его потребности в правовой системе. На основе исследования австрийского права» (1900).

## Память
В 2003 году Тернопольские областные организации Союза юристов Украины и Национального союза писателей Украины учредили премию имени Станислава Днестрянского, которой награждаются предентенты за активную гражданскую позицию, общественную, правозащитную и публицистическую деятельность, научные достижения в области права и пропаганду правовых знаний.